# باتسي كوركوران
باتسي كوركوران (بالإنجليزية: Patsy Corcoran)‏ (16 يونيو 1893 بغلاسكو في المملكة المتحدة - 1967) هو لاعب كرة قدم بريطاني (وحمل سابقاً جنسية المملكة المتحدة لبريطانيا العظمى وأيرلندا) في مركز جناح ‏. لعب مع نادي بليموث أرجايل ونادي توركي يونايتد ونادي سلتيك ونادي لوتون تاون وBathgate F.C. ‏ ونادي ألبيون روفرز.